# Laakkanal
Der Laakkanal ist ein etwa 5 km langes Fließgewässer im Norden der Hansestadt Rostock.

## Verlauf
Der Laakkanal entspringt südlich des Rostocker Ortsteils Diedrichshagen und fließt von dort in östliche Richtung. Er fließt dabei nördlich des Ortsteils Lichtenhagen, unterquert die Stadtautobahn, fließt südlich entlang der Warnowwerft und mündet schließlich in die Unterwarnow.

## Gewässermorphologie
Das Gewässer ist vom zuständigen Staatlichen Amt für Landwirtschaft und Umwelt Mittleres Mecklenburg als künstlich eingestuft. Der Laakkanal erfüllt die Kriterien eines rückstau- bzw. brackwasserbeeinflusster Ostseezufluss.

## Wasserwirtschaft
Der Laakkanal ist nach Landeswassergesetz Mecklenburg-Vorpommern ein Gewässer zweiter Ordnung und damit fällt die Unterhaltung in die Zuständigkeit des Wasser- und Bodenverbandes „Untere Warnow-Küste“.
Das Gewässer bietet den Rotockr Stadtteilen Diedrichshagen, Warnemünde, Lichtenhagen und einem Teil von Groß Klein Vorflut. Insbesondere das Entwässerungssystem des Diedrichshäger Moor leitet in das Gewässer ein. 1,3 Kilometer oberhalb der Mündung wird der Laakkanal mittels eines Schöpfwerks auf einem Niveau unterhalb des Meeresspiegels gehalten. An der Mündung ist der Laakkanal mittels eines Wehrs gegen hohe Wasserstände aus der Unterwarnow bei auftretenden Sturmhochwassern gesichert.

## Umwelt
Die Ufer des Oberlaufs des Gewässers sind von landwirtschaftlicher Nutzung geprägt. Im weiteren Verlauf wird der Wasserhaushalt zunehmend durch Zuflüsse aus urbanen Gebieten bestimmt. Nach der Querung der Stadtautobahn und der Eisenbahnstrecke befinden sich Kleingartenanlagen an den Ufern.